# Refuerzo (Uruguay)

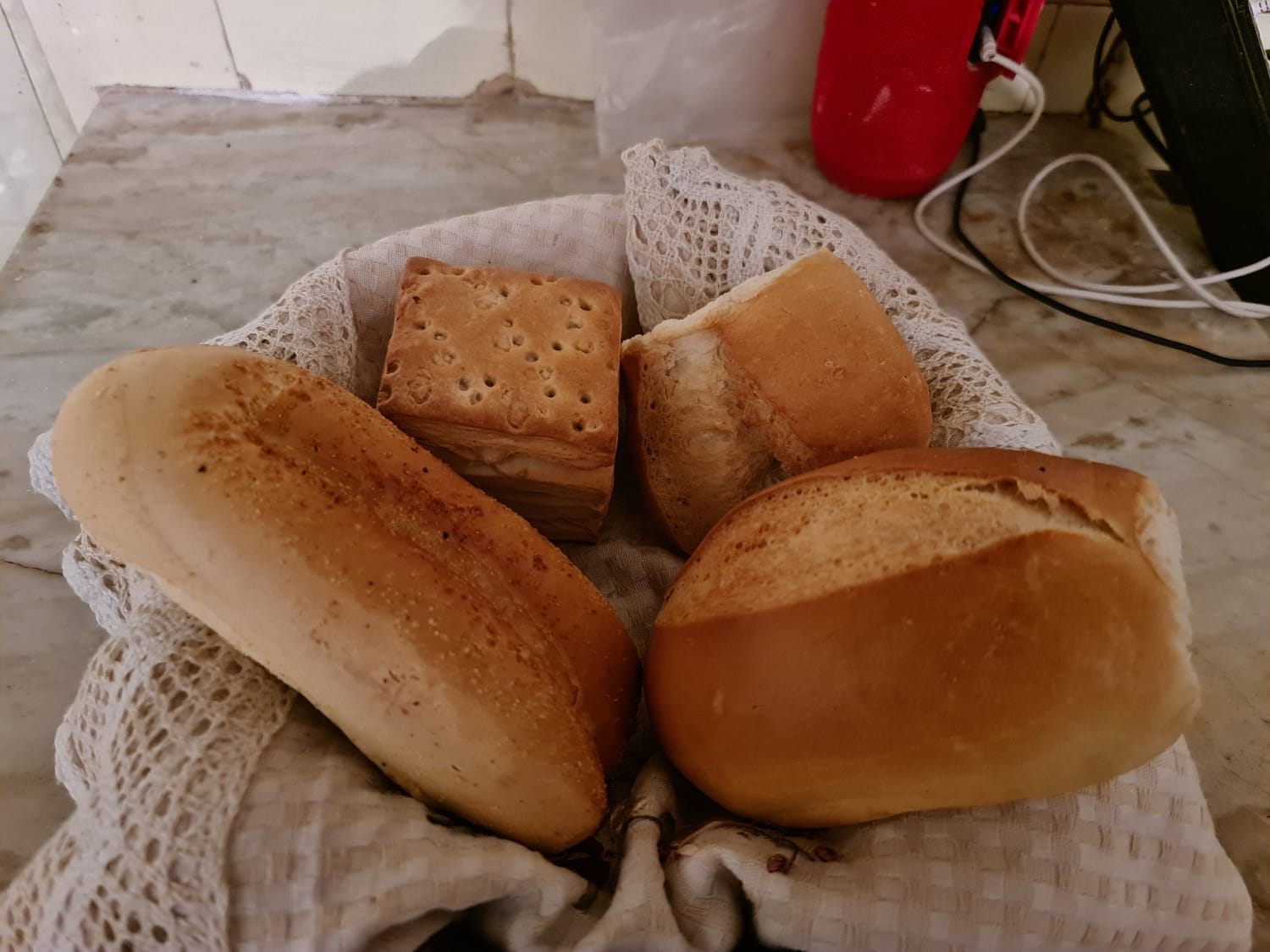
Tipo de panes con los que se puede elaborar un refuerzo

Se llama refuerzo, al pan, especial o preñada a un tipo de sándwich, que se elabora en Uruguay, a base de pan, de corteza dura y a algún relleno, que va desde mortadela hasta dulce de membrillo.
Irónicamente, en Uruguay, denominar como sándwich a los de esta clase resulta contradictorio, pues en el español uruguayo, se entiende únicamente como sándwich al llamado sándwich de miga y no así a los demás. Por esto, existen todo tipo de preparaciones típicas de la gastronomía de Uruguay, que en un sentido más o menos amplio, podrían interpretarse como refuerzos, como por ejemplo: el chivito, el choripán, la milanesa al pan, la medialuna rellena, etc. 
Sin embargo, en un sentido más reducido y clásico, se entiende por refuerzo, al tipo de preparaciones simples y cotidianas, que forman parte de la merienda, y no tanto de un almuerzo, como pueden ser los rellenos de fiambre y queso, como mortadela, salchichón, queso colonia y jamón, o los dulces, rellenos de dulce de membrillo o algún otro dulce de molde, como también mermeladas y dulce de leche. En cuanto a panes a emplear, el universo es amplio, siempre que se excluya los panes con demasiada miga suelta, de tipo "pan de molde" e incluso los procesados, tipo pan lactal. Por esto, entre los panes mayormente aceptados para un refuerzo, se pueden describir, el porteño, la flauta, el catalán y el marsellés e incluso el tortuga, entre muchos otros.
La denominación ha ido cambiando con los años, en Crónicas de Montevideo Antiguo, Isidoro de María ya citaba los especiales de jamón de la época colonial, el término que persiste actualmente en el empleo comercial y se usa para referirse hoy en día, especialmente a los refuerzos de pan blando, tipo tortuga, rellenos de jamón y queso. En desuso actualmente, se encuentra la expresión preñada. Por otro lado, el término al pan, es el más extendido comercialmente, llegando en algunos casos a expresarse en dos panes, cuando el refuerzo, generalmente de milanesa, excede su tamaño. Finalmente el término refuerzo, llega a nuestros días desde el habla coloquial, en convivencia con la expresión mas genérica y comercial de al pan.